# طابع العام الجديد

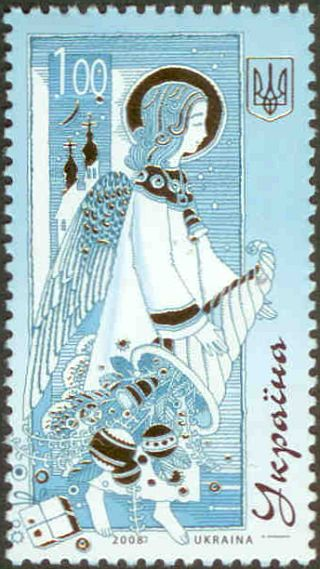
طابع بريدي أوكراني لمناسبة رأس السنة.

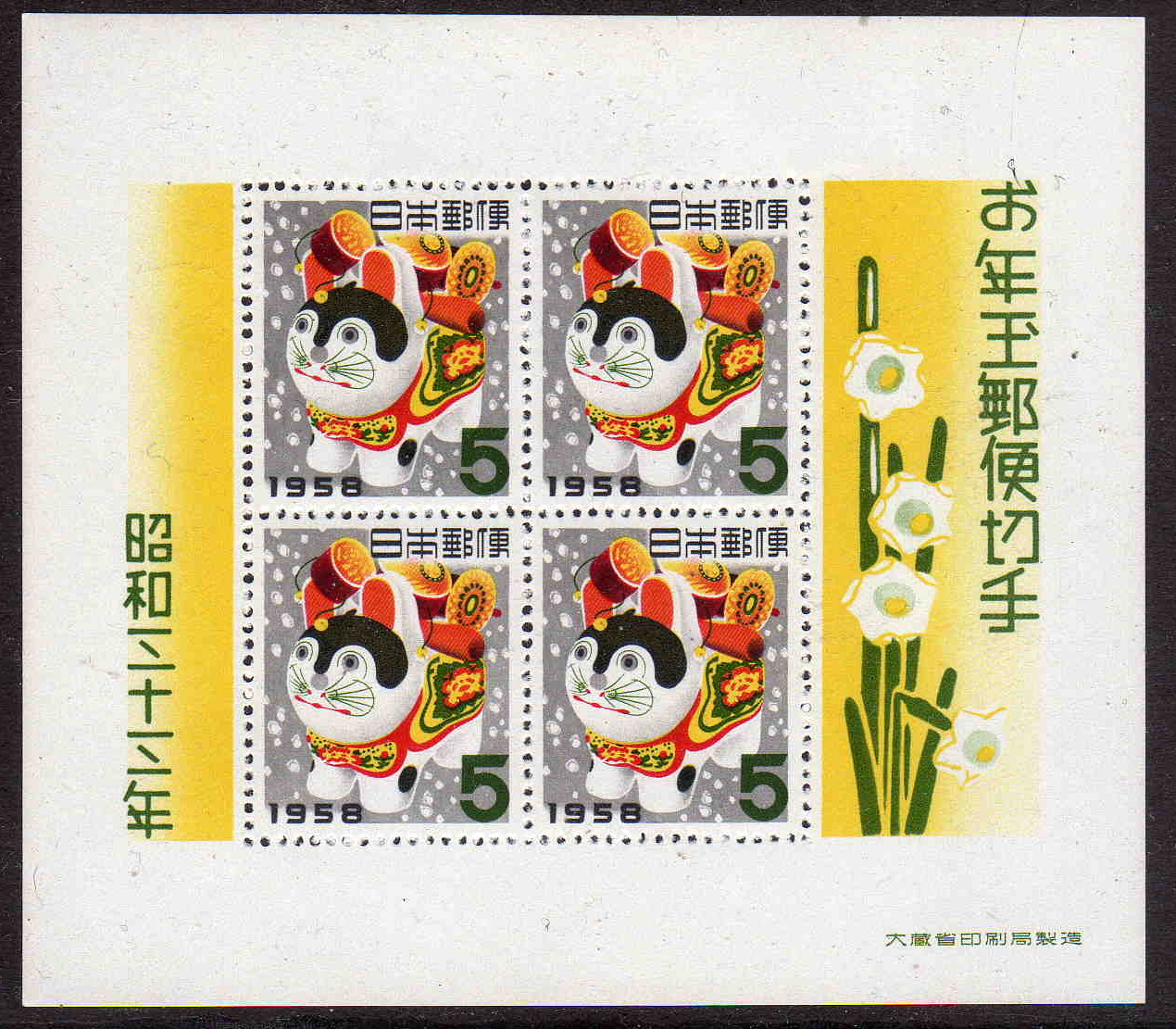
ورقة طوابع تذكارية تضم أربع طوابع بريدية يابانية صادرة بمناسبة رأس السنة تكريمًا لعام الكلب (1957).

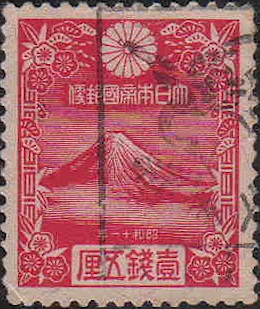
طابع العام الجديد الياباني

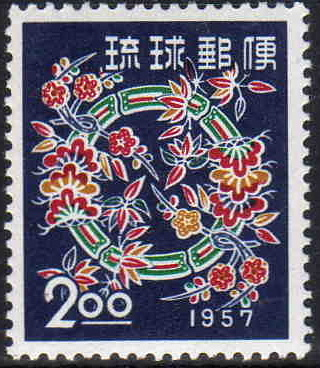
طابع بريدي بمناسبة رأس السنة الجديدة لحكومة الاحتلال الأمريكي في ، عام 1956.

طابع العام الجديد هو طابع بريدي تذكاري ملون يحمل موضوع العام الجديد وتحية العام الجديد، يصدر تقليديًا في بعض البلدان للعام الجديد ومخصص لدفع ثمن البطاقات البريدية والرسائل والأغلفة والطرود المرسلة في فترات ما قبل العام الجديد وما بعده.

## الوصف
تصدر السلطات البريدية في العديد من بلدان العالم طوابع بريدية ملونة بمناسبة احتفالات رأس السنة الجديدة. علاوة على ذلك، يمكن أن تظهر ليس فقط في نهاية شهر ديسمبر، بل أيضًا في أشهر أخرى من العام، وذلك بسبب الاختلافات في التقويمات المعتمدة في كل بلد معين، أو بسبب التأخير في الإصدار أو التوزيع.

## تاريخ الظهور
ظهرت فكرة إصدار طابع بريدي خاص بالعام الجديد لأول مرة في ذهن مدير مكتب البريد الدنماركي إينار هولبيل في عام 1904. لم يكن أول طابع بريدي للعام الجديد أصدر في الدنمارك يحمل أي فئة ولم يكن مخصصًا لدفع رسوم البريد، ولكن لإرسال تحيات العام الجديد. ازدادت شعبية هذه الطوابع البريدية تدريجيًا، ولا تزال تُنتج في بعض الدول الاسكندنافية.
الموضوعات التي تظهر على الطوابع تشمل المناظر الطبيعية الشتوية، وأشجار عيد الميلاد، والمتزلجين، والأطفال الذين يتزلجون على الجليد، ورجال الثلج وغيرها من رموز الشتاء وعطلات رأس السنة الجديدة.
ظهرت طوابع البريد ذات الطابع الخاص بالعام الجديد ذات الفئات في وقت لاحق بكثير: في البداية، كانت هذه عبارة عن طبعات رأس السنة الجديدة على طوابع عادية، على سبيل المثال، طابع باراغواي لعام 1931.

## اليابان
منذ عام 1935، بدأت طوابع رأس السنة الجديدة في اليابان، في البداية لدفع ثمن بطاقات المعايدة. كانت أول طابع بريدي من هذا النوع، باللون الوردي القرمزي، يصور جبل فوجي. استخدم الطابع البريدي على بطاقات رأس السنة الجديدة من 1 إلى 31 ديسمبر 1935، ومنذ 1 يناير 1936 تم استخدم لإرسال الرسائل العادية. صدرت إصدارات مماثلة - وبنفس اللون - في عامي 1936 و1937.
وقد استؤنف هذا التقليد بعد الحرب العالمية الثانية. في عام 1948، حيث أصدر طابع بريدي خاص باللون الأحمر القرمزي للاحتفال بالعام الجديد، يصور بنات يلعبن هانيتسوكي (باليابانية: 羽根突き). منذ ذلك العام، بدأت أعداد العام الجديد تصدر بانتظام في اليابان.
منذ عام 1950، استمر إصدار طوابع مماثلة باللون الأحمر القرمزي، وقد أصدرت في الأول من يناير، وفي وقت لاحق في نوفمبر وديسمبر من العام السابق وبالألوان. لا تزال طوابع رأس السنة الجديدة تصدر سنويًا.
منذ عام 1949، أصدرت طوابع رأس السنة الجديدة في وقت واحد في أوراق طوابع. لا تطرح هذه الأخيرة للبيع، بل توزع على شكل طابع يانصيب. على الرغم من أن مثل هذه الأوراق تدخل في سحب يانصيب وطني يتزامن مع العطلة، إلا أنه يمكن استخدامها بكامل قيمتها في ختم المراسلات البريدية. تحتوي أوراق الطوابع على ما بين ثلاثة إلى خمسة طوابع، ومنذ عام 1977، طابعين للعام الجديد، ولها أرقام فردية، وفقًا للجوائز التي تسحب (تتراوح قيمتها حاليًا بين 30 و60 دولارًا).
عادةً ما تكون طوابع رأس السنة اليابانية ذات فئات صغيرة وأحجام قياسية. غالبًا ما تصور الدمى والحيوانات اللعب وألعاب الأطفال الأخرى والتماثيل الصغيرة وأقنعة الشخصيات الخيالية وما إلى ذلك، والتي ترتبط عادةً بالاحتفال بالعام الجديد وفقًا للتقويم الشرقي. وهكذا، في عام 1950، ظهرت صورة ببر على الطابع البريدي، وفي عام 1951، ظهرت فتاة مع أرنب، وفي عام 1953 ظهر حصان لعبة، وبدءًا من عام 1957 أصبح هذا تقليدًا سنويًا، حيث أن كل عام جديد، وفقًا للتقويم الياباني، له اسم خاص.

## الاتحاد السوفيتي وروسيا
كان أول طابع "سنة جديدة سعيدة!" أصدر في الاتحاد السوفيتي في ديسمبر 1962، في إصدارات مخرمة وغير مخرمة، وبعد ذلك بدأ إصدار مثل هذه الطوابع سنويًا. طابع البريد الصادر عام 1962، والذي استند إلى رسم للفنان أ. شميدشتاين، يصور شجرة رأس السنة وحمامة السلام على خلفية الكرة الأرضية. لأول مرة، ظهرت عبارة التهنئة "عام جديد سعيد!" ظهرت على قسيمة الطابع. انعكست خصوصية العام الجديد لهذه المنمنمات أيضًا في حقيقة أنه لأول مرة على طابع بريدي للاتحاد السوفييتي، والذي أصدر للتداول في عام 1962، مع الإشارة إلى عام 1963.
في ديسمبر 1963، ظهرت سلسلة من ثلاثة طوابع بريدية في التداول، اثنان منها (بناءً على رسم لس. بومانسكي) يصوران نجمة خماسية الرؤوس مع تاريخ "1964" على خلفية شجرة التنوب المغطاة بالثلوج ولديهما نقش بارز، وواحد منهما يستخدم طلاء مضيء ساطع. كما تميز طابع البريد الصادر بمناسبة العام الجديد عام 1965 بالنقش البارز. كما شكل طابع العام الجديد الصادر في ديسمبر 1968 مرحلة بارزة في مجال جمع الطوابع السوفييتية: فلأول مرة، طبع غلاف اليوم الأول للاتحاد السوفيتي بمناسبة إصداره. عكست طوابع رأس السنة السوفيتية نجاحات وإنجازات الشعب السوفيتي.
صدر أول طابع بريدي بمناسبة رأس السنة الجديدة في روسيا في 2 ديسمبر 1992.
أصدر طابع العام الجديد في ديسمبر 2009 بناءً على رسم للفنان أ. لوشنيكوفا، وقد طبع على ورق ذاتي اللصق لأول مرة في شكل غير عادي على شكل ندفة ثلج. الشكل غير المعتاد (زاويتان مستديرتان) هو أيضًا سمة مميزة للطابع البريدي الصادر في الأول من ديسمبر 2010. يصور تصميم الطابع، الذي ابتكرته الفنانة أ. جريبكوفا، ديد موروز على خلفية من الأنماط والعلم الروسي، وهو يحمل مظروف تهنئة في يده المغطاة قفازات بدون أصابع.

أمثلة على طوابع رأس السنة الجديدة للاتحاد السوفييتي وروسيا
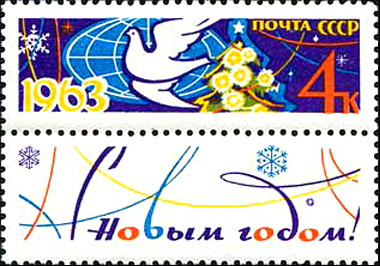
أول طابع بريدي بمناسبة رأس السنة الجديدة للاتحاد السوفييتي، عام 1962، 4 كوبيك
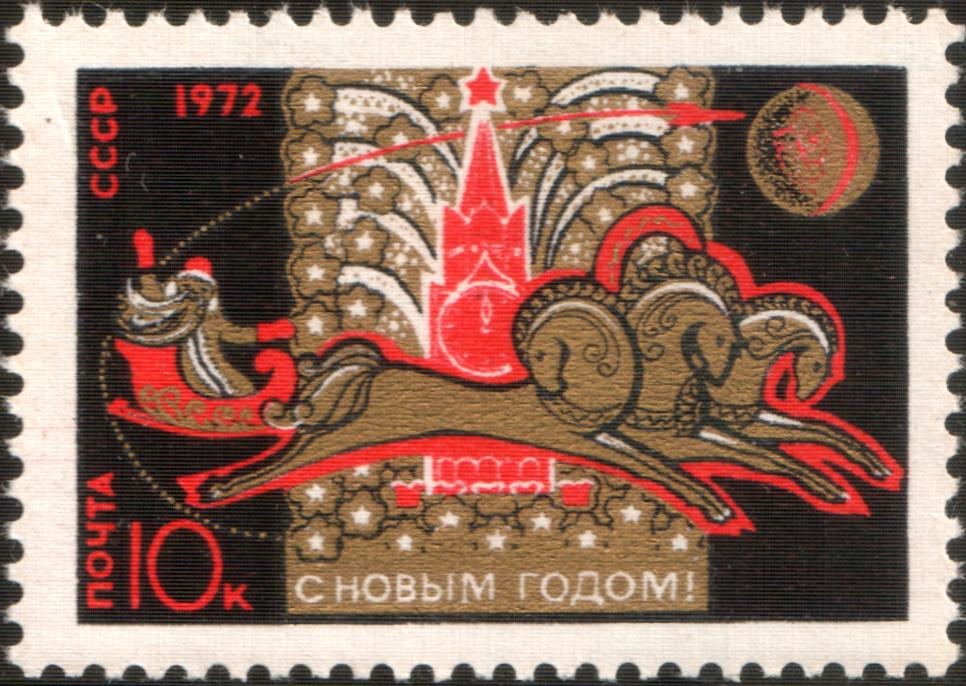
الاتحاد السوفيتي، 1971، 10 كوبيك
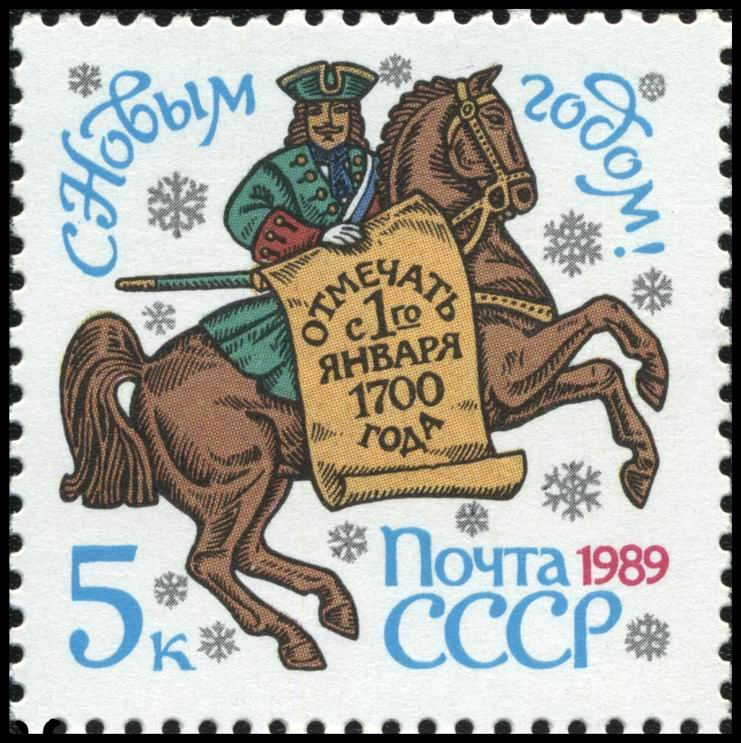
الاتحاد السوفيتي، 1988، 5 كوبيك
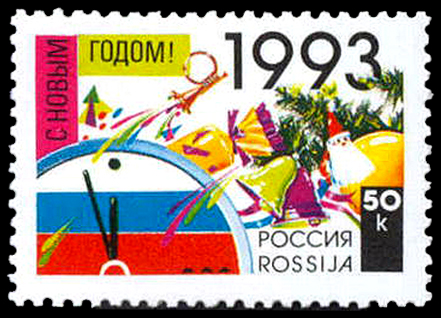
أول طابع بريدي بمناسبة رأس السنة الجديدة في روسيا، عام 1992، فئة 50 كوبيك

## السنة الصينية الجديدة على طوابع العالم
في بلدان آسيا والمحيط الهندي، يحتفل بالعام الجديد وفقًا للتقويم الصيني - في نهاية شهر يناير أو بداية شهر فبراير. وتصدر العديد من البلدان، مثل اليابان والصين وتايوان وهونغ كونغ والولايات المتحدة ونيوزيلندا وأستراليا وكندا وفرنسا وغيرها، طوابع بريدية تكريما للعام الصيني الجديد. تصدر مثل هذه الطوابع عادة في شهري يناير وفبراير.
تتضمن موضوعات الطوابع تكريماً للعام الصيني الجديد تقليدياً صوراً للحيوان أو الطائر الرمزي المقابل للعام القادم في دورة مكونة من اثنتي عشرة دورة، وهي:
- الفأر،
- الثور
- الببر
- الأرنب
- التنين
- الثعبان
- الحصان
- العنزة
- القرد
- الديك
- الكلب
- الخنزير

يمكن أن تكون تصميمات الطوابع فردية أو متسلسلة. على سبيل المثال، منذ عام 1992، أصدرت الولايات المتحدة طوابع بريدية مخصصة للعام الصيني الجديد، والتي تتميز بنوع تصميم مشترك - صور لشخصيات حيوانية مقطوعة من ورق ملون، بالإضافة إلى أحرف الخط الصيني التي تترجم إلى أمنيات بالعام الجديد السعيد. أصدرت طوابع مماثلة في هذا البلد كل عام حتى مثلت جميع الحيوانات الاثني عشر في الدورة القمرية الصينية.
منذ عام 1950، أصبحت اليابان أول دولة في القرن العشرين تصدر طوابع تذكارية بموضوعات السنة الصينية الجديدة، وتبعتها دول أخرى:
- كوريا الجنوبية - منذ عام 1959
- تايوان - منذ عام 1965
- هونج كونج - منذ عام 1966
- جنوب فيتنام - منذ عام 1975
- جمهورية الصين الشعبية - منذ عام 1980
- ماكاو - منذ عام 1984
- كوريا الشمالية - منذ عام 1988

وفي تسعينيات القرن العشرين وأوائل العقد الأول من القرن الحادي والعشرين، تبنت هذا الموضوع من قبل عدد من الولايات والأقاليم الأخرى، بما في ذلك:
- الفلبين - منذ عام 1991
- الولايات المتحدة الأمريكية - منذ عام 1992
- بوتان - منذ عام 1993
- أستراليا وغيانا وغانا وأيرلندا وقيرغيزستان - منذ عام 1994
- كندا - منذ عام 1997
- مدغشقر - منذ عام 1999
- جبل طارق - منذ عام 2001
- فرنسا - منذ عام 2005

تتضمن معظم هذه الإصدارات أغلفة اليوم الأول والأوراق التذكارية وغيرها من الهدايا التذكارية الطوابعية [خطأ: تحقق من وسيط ورمز اللغة].
منذ النصف الثاني من العقد الأول من القرن الحادي والعشرين، بدأت المزيد والمزيد من البلدان، مثل جنوب أفريقيا وسنغافورة وتايلاند وسلوفينيا، في إصدار طوابع مخصصة للعام الصيني الجديد، وقد اكتسب هذا الموضوع البريدي شعبية كبيرة ودلالة تخمينية معينة على نطاق دولي.

## رأس السنة في بعض التقويمات والبلدان الأخرى
في إيران، أصدرت طوابع رأس السنة الجديدة منذ عام 1965 وتحتوي على صور للنباتات والحيوانات الإيرانية، ولكن يحتفل بالعام الجديد في إيران وفقًا للتقويم الشمسي الإيراني، الذي يحتفل به في 21-22 مارس.
تشير الطوابع الصادرة من عدد من الدول الإسلامية (العراق ومصر والسودان وليبيا وغيرها) إلى حلول العام الهجري المقبل، الذي يبدأ في الأول من محرم، الشهر الأول في التقويم الهجري القمري. على سبيل المثال، في عام 1975، كان هو عام 1395 على الإصدارات البريدية للدول العربية.
في كوبا، لا يعد يوم الأول من يناير يوم رأس السنة الجديدة فحسب، بل هو أيضًا يوم التحرير وانتصار الثورة الكوبية، كما يتضح من الطوابع جزيرة الحرية.
في إثيوبيا، يتزامن عيد رأس السنة الجديدة، الذي يحتفل به يومي 11 و12 سبتمبر، أيضًا مع يوم الثورة الديمقراطية الشعبية منذ عام 1974، وهو ما ينعكس على طوابع رأس السنة الجديدة في البلاد.
تاريخ طابع البريد الجوي للعام الجديد في سان بيير وميكلون مثير للاهتمام. تم إصدارها في عام 1961 لإحياء الذكرى العشرين لضم الجزر في عام 1941 إلى حركة فرنسا الحرة التي أنشئت لمحاربة الفاشية. وتزامن هذا الحدث التاريخي مع عطلة رأس السنة الميلادية، كما هو موضح على الطابع البريدي. بالإضافة إلى ذلك، تتميز الصورة المصغرة بصورة ظلية للغواصة سوركوف مع مثلثية (Q741084) العلم الفرنسي على خلفية خريطة شمال الأطلسي.

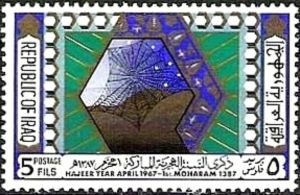
إصدار السنة الهجرية الجديدة 1387 هـ في العراق (1967)
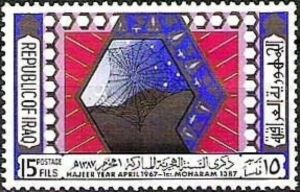
إصدار السنة الهجرية الجديدة 1387 هـ في العراق (1967)
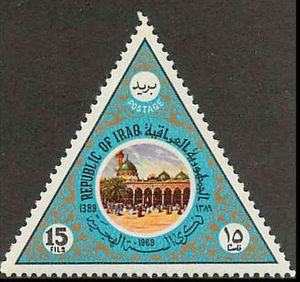
إصدار السنة الهجرية الجديدة 1389 هـ في العراق (1969)
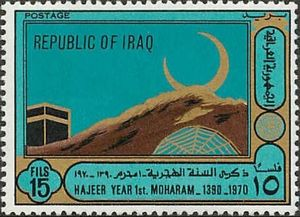
إصدار السنة الهجرية الجديدة 1390 هـ في العراق (1970)
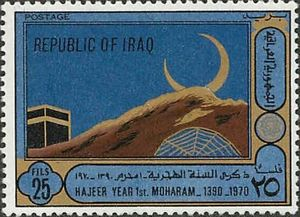
إصدار السنة الهجرية الجديدة 1390 هـ في العراق (1970)
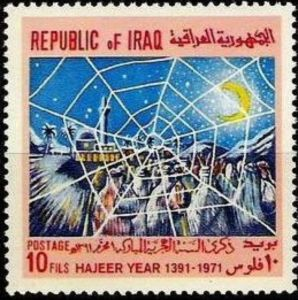
إصدار السنة الهجرية الجديدة 1391 هـ في العراق (1971)
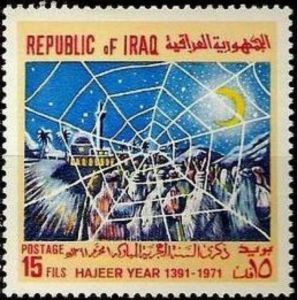
إصدار السنة الهجرية الجديدة 1391 هـ في العراق (1971)
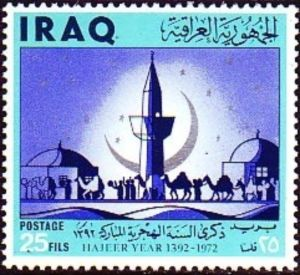
إصدار السنة الهجرية الجديدة 1392 هـ في العراق (1972)
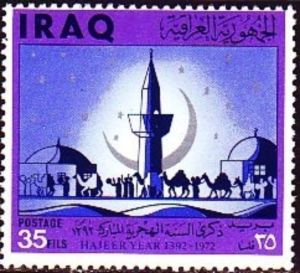
إصدار السنة الهجرية الجديدة 1392 هـ في العراق (1972)